# Victorino Otero
Victorino Otero (San Andrés de las Puentes, Torre del Bierzo, 1896 - Torrelavega, novembre de 1982) va ser un ciclista espanyol, que fou professional a les primeres dècades del segle xx. Nascut a Lleó va marxar amb els seus pares a França i després va anar a viure a Cantàbria. Juntament amb Jaume Janer, fou el primer espanyol a acabar el Tour de França, en l'edició de 1924.
Un cop retirat, va obrir una tenda de bicicletes a Torrelavega on té un carrer en honor seu

## Palmarès
- 1918
  - 1r a Santander
  - 1r al Sardinero
- 1919
  - 1r a Santander
- 1924
  - 3r a la Volta a Catalunya
- 1925
  - 2n a la Volta a Andalusia i vencedor d'una etapa
- 1926
  - 3r a la Volta a Cantàbria

### Resultats al Tour de França
- 1923. Abandona
- 1924. 42è de la classificació general